# Sinead Jack
Sinead Jack (* 8. November 1993 in San Fernando) ist eine Volleyballspielerin aus Trinidad und Tobago. Sie spielt auf der Position Mittelblock.

## Erfolge Verein
CEV-Pokal:
- 2014

Challenge Cup:
- 2015

Russische Meisterschaft:
- 2016
- 2015

Türkische Meisterschaft:
- 2017

Polnische Meisterschaft:
- 2021

## Einzelauszeichnungen
- 2013: Beste Blockerin NORCECA-Meisterschaft
- 2017: Beste Mittelblockerin Panamerikanischer Pokal